# イベルメクチン
イベルメクチン（INN: ivermectin）は、マクロライドに分類される抗寄生虫薬である。放線菌が生成するアベルメクチンの化学誘導体。米メルク製造の商品名はストロメクトール、日本の販売はマルホが行う。静岡県伊東市内のゴルフ場近くで採取した土壌から、大村智により発見された放線菌ストレプトマイセス・アベルミティリスが産生する物質を元に、米製薬メルク（MSD）が開発した。最初の用途は、フィラリアとアカリア症を予防および治療するための動物用医薬品だった。1987年にヒトへの使用が承認され、現在ではアタマジラミ、疥癬、河川盲明症（オンコセルカ症）、腸管糞線虫症、鞭虫症、回虫症、リンパ系フィラリア症などの寄生虫の治療に使用されている。標的とする寄生虫を殺すために多くのメカニズムで作用し、経口投与、または外部寄生虫のために皮膚に適用できる。
ウィリアム・キャンベルと大村智は、その発見と応用で2015年ノーベル生理学・医学賞を受賞した。世界保健機関（WHO）の必須医薬品リストに、腸管用駆虫薬、抗フィラリア薬、外部寄生虫感染症の治療薬として掲載されており、日本では2002年に腸管糞線虫症、2006年に疥癬の内服薬として承認された。後発医薬品が入手可能である。
2020年4月、新型コロナウイルス感染症（COVID-19）の流行初期に、in vitro（試験管内で）の研究により、高濃度のイベルメクチンが新型コロナウイルス（SARS-CoV-2）の増殖を抑制することが報告され、COVID-19の治療に応用できる可能性が示唆された。人での有効性が未確認なため科学者や医師のほとんどは懐疑的であったが、ネット上で予防や治療に有効であるとの誤った情報が広く流布され、一般市民の間でこの薬の認知度が高まった。そのため、イベルメクチンを処方箋なしに入手するために個人輸入する者や、抗寄生虫薬として承認された用量より多く服用（適応外使用）する者が出現し、政府や専門家による注意喚起が行われた。
その後の人を対象にした研究では、COVID-19に対するイベルメクチンの有効性を確認することはできず、2021年には、有効性を示した研究の多くに不正行為や欠陥があることが明らかになった。そのため、厚生労働省、世界保健機関（WHO）、アメリカ国立衛生研究所（NIH）や欧州医薬品庁（EMA）など世界の主要な保健機関は、臨床試験以外でCOVID-19の予防・治療としてイベルメクチンを使用しないよう勧告した。それにもかかわらず、イベルメクチンに関する誤った情報はソーシャルメディア上で広がり続け、反ワクチン主義者や陰謀論者等に支持され続けている。

## 歴史
1974年、微生物学者の大村智が率いる研究チームは、静岡県伊東市川奈の土壌サンプルを採取し、新しい生理活性物質の供給源として微生物の特性を評価した。大村らは当時未知であった放線菌、ストレプトマイセス・アベルミティリスを土壌から分離・培養し、外観や培養特性が珍しいと思われる他の約50株と一緒にメルク社のウィリアム・キャンベルに送った。北里研究所の研究者である大村は、留学先で知り合ったメルク社との間で、研究資金の提供を受ける一方、有望な微生物を見つけて提供し、メルクが薬を開発し特許を保持する権利を認め、薬が実用化された場合は売上に対する特許使用料の支払いを受ける契約を結んでいた。

アベルメクチンB_{1a}、B_{1b}とイベルメクチンB_{1a}、B_{1b}の部分構造比較

寄生虫学を専門とするキャンベルは、メルク社のチームを率いて大村の放線菌を種々の培養液で培養し、1975年、その放線菌が産生する物質がマウスに寄生した寄生性線虫Nematospiroides dubiusに対して非常に有効であることを発見した。1979年、彼らは培養物から活性化合物を単離し、化合物がマウスから虫を取り除く能力（ラテン語でa「なく」、vermis「虫」）を持つことから、それらを「アベルメクチン（Avermectin）」および放線菌をStreptomyces avermitilisと名づけ、1979年に報告した。キャンベルのグループは、さまざまなアベルメクチンのうち、「アベルメクチンB1」という化合物が経口摂取した場合に最も強力であることを発見した。彼らはアベルメクチンB1の薬物特性を改善するために改良型を合成し、最終的に少なくとも80%の22,23-ジヒドロアベルメクチンB1aと最大20%の22,23-ジヒドロアベルメクチンB1bの混合物を選び、その組み合わせを「イベルメクチン」と名付けた。1981年、メルク社はイベルメクチンを動物用抗寄生虫薬として販売開始し、1986年までに46カ国で使用登録され、1980年代後半にはイベルメクチンは世界で最も売れた動物用医薬品のひとつとなった。

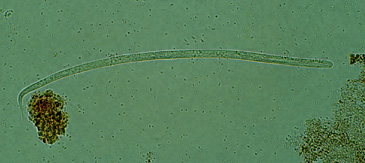
オンコセルカ症の原因となる回旋糸状虫

ヒトのオンコセルカ症（河川盲目症）に対するイベルメクチンの安全性と有効性をテストするため、1981年、メルク社の科学者であるモハメド・アジズは、セネガルとフランスで臨床試験を実施した。1982年以降、メルク社は世界保健機関（WHO）と協力し、ガーナやリベリアなど4カ国の1200人に追加試験を行い、年に1回、1錠の薬で寄生虫がほとんど駆除できることを証明した。1987年、ヒトへの使用が承認され、翌年にはオンコセルカ症の撲滅に必要なイベルメクチン（薬剤名：メクチザン）の無償提供が始まった。1998年にはリンパ系フィラリア症の治療に使用されるイベルメクチンにも無償提供が拡大された。この寄付プログラムには、メルク社、世界銀行、世界保健機関（WHO）、カーターセンター、その他にも多くの機関が参加している。2015年、ノーベル生理学・医学賞の半分が、アベルメクチンの発見を含む寄生虫感染症治療法の開発を評してウイリアム・キャンベルと大村智に共同で授与され、残る半分はアルテミシニン発見を含むマラリアの治療法に関する発見をした屠呦呦に贈られた。

## 作用機序

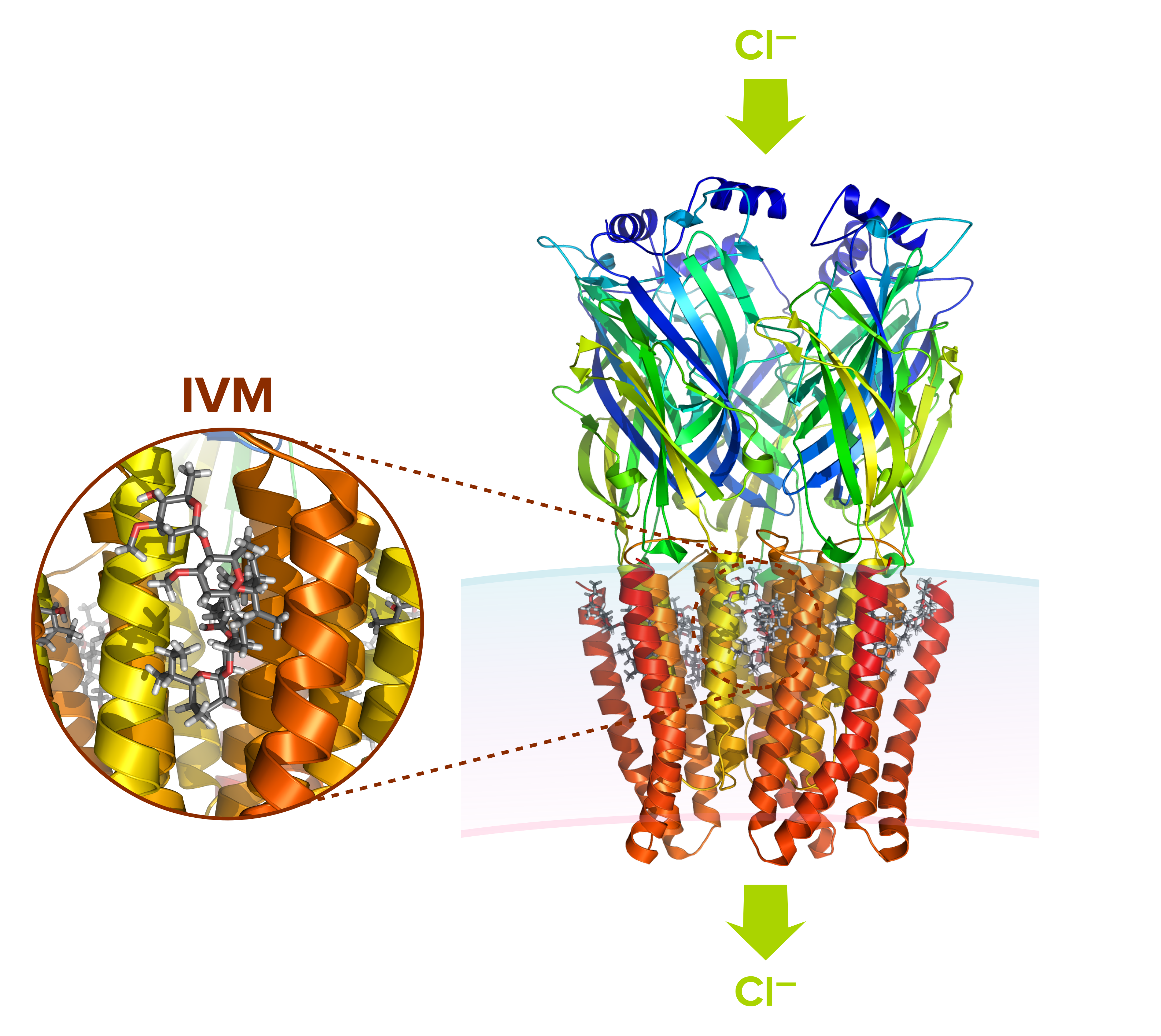
無脊椎動物のグルタミン酸作動性塩化物イオンチャネル（GluCl）に対するイベルメクチンの作用機序を示す模式図。IVM分子は、隣接するGluClサブユニットの膜貫通ドメインが形成する結合ポケットと相互作用し、チャネルを開いた状態にして、塩化物イオン（Cl-）を細胞内に無制限に通過させる（細胞膜は青とピンクのグラデーションで表現されている）

イベルメクチンは、無脊椎動物の神経・筋細胞に存在するグルタミン酸作動性塩化物イオンチャネル（GluCl）に特異的かつ高い親和性を持ち結合し、塩化物イオン（Cl−）に対する細胞膜の透過性を上昇させる。これにより、Cl−が細胞内に流入するため神経細胞や筋細胞の過分極が生じ、寄生虫が麻痺を起こし死滅する。

## 動物用医薬品
ウシ・ヒツジの捻転胃虫（Haemonchus）、オステルターグ胃虫（Ostertagia）、 毛様線虫（Trichostrongylus）、クーペリア（Cooperia）、腸結節虫（Oesphagos-tomum）に対し駆虫性を有するほか、糞線虫属（Strongyloides）に感染したイヌ、ウマに対して駆虫性を有する。さらに、ウマにおける頸部糸状虫（Onchocerca cervicalis）のミクロフェラリアに対しても有効である。一方、牛用駆虫剤イベルメクチンを投与された後は、排出糞中に3週間程度検出され、ハエ（ノサシバエ、キタミドリイエバエ）の幼虫の死亡と蛹化率低下が報告されている。あわせて、畜舎周辺で捕獲されるハエ類の減少も報告されているが、ハエ類が減少しているため、糞分解活動も抑制される。
イヌでは、犬糸状虫症の予防のために使用される。犬糸状虫のミクロフィラリアが血中に存在しているイヌにイベルメクチンを投与すると、ミクロフィラリアが一度に死滅し、発熱やショックを引き起こす場合がある。したがって、イベルメクチンを予防薬として使用する際は、犬糸状虫の感染の有無を検査する必要がある。同効薬として、ミルベマイシン、ミルベマイシンオキシム、マデュラマイシンがある。また、スピノサドと共用したり、コリー系に使用したりすることは、ミクロフィラリアが存在しなくても、上記のことを引き起こすことがあるため、イベルメクチンは使用禁止となっている。

### 流通肉に対する許容量
ウシの寄生虫駆除のため、イベルメクチンの投与が行われているが、牛肉に成分が残留するため、アメリカ合衆国や日本などの輸入国では、許容値が設けられている。2010年5月14日には、アメリカ合衆国農務省食品安全検査部は、ブラジル産牛肉から、許容量以上のイベルメクチンが検出されたとして輸入を停止、リコールを行った。その後、輸入は再開されたが、再び同年9月に許容量以上のイベルメクチンが検出されたとして2度目の輸入停止措置を行っている。
日本では、ウマに対する一日摂取許容量として0.001mg/kg体重/日が設定されている。

### 耐性の問題
イヌ、ネコに寄生するヒゼンダニの一部に、イベルメクチンに対し薬剤抵抗性を有した事例の報告がある。
ウマやヒツジの生産現場では、イベルメクチンに対し薬剤耐性を持つ寄生虫が問題になっている。耐性寄生虫を増やさないために、従来の全ての個体に定期的に投与してきた方法を改め、糞便中の虫卵の数から必要な個体だけに投与する方法が提唱されている。

## ヒト用医薬品

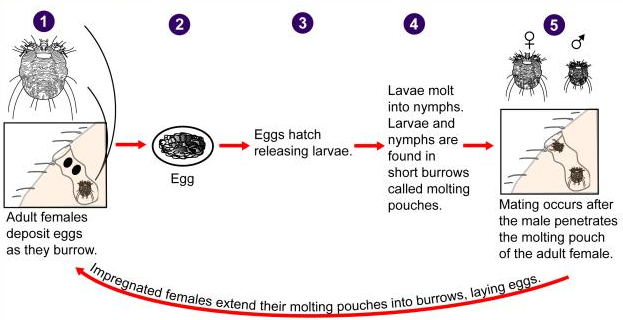
ヒゼンダニのライフサイクル

日本では、腸管糞線虫症、および疥癬の治療薬として医療保険が適用され病院で処方されている。腸管糞線虫症では体重1kg当たり0.2mgを2週間間隔で2回服用し、疥癬では体重1kg当たり0.2mgを1回服用する（ヒゼンダニの卵は 3-5 日で孵化するが、イベルメクチンは卵に対しては効果がないため、2回投与が好ましい。2回投与する場合は1週間空ける)。

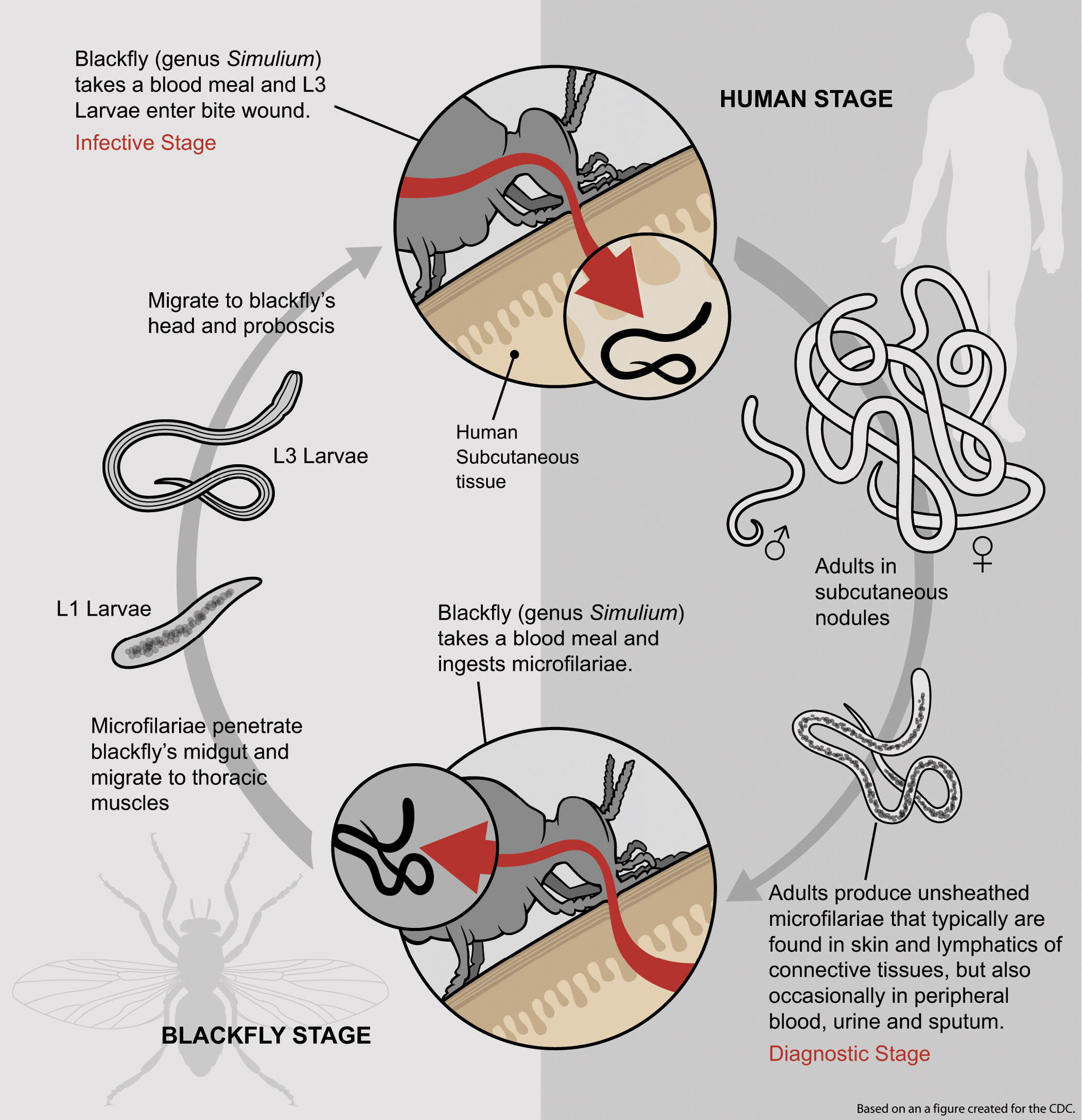
回旋糸状虫のライフサイクル

アフリカなどの熱帯地域で発生しているフィラリアの一種で、回旋糸状虫が原因であるオンコセルカ症の治療薬として、年に1 - 2回イベルメクチン150μg/kgの単回経口投与が行われている。ミクロフィラリアは成虫になるまでに12 - 18カ月かかるため、1回の投与でミクロフィラリアを死滅させることで大幅な減少が1年以上続く。この薬は、成虫を殺すことはできないが、メス成虫の不妊化を進め、6ヶ月ごとの投与では不妊化がより早く進む。そのため年1 - 2回の投与で効果があり、推奨用量以上の投与は副作用の発生率が高く有害である可能性がある。イベルメクチンは、冷蔵を必要とせず、服用量が少なく安全性が高いため、最小限の訓練を受けた地域の保健員によって広く投与されている。この投与プログラムのイベルメクチンは、米製薬メルクが保健省や世界保健機関（WHO）などの非政府開発組織（NGDO）と協力し、「メクチザン寄付プログラム（MDP）」を通じて無償で提供している。

### 薬物動態
経口吸収は比較的速やかで、4-5時間で最高血中濃度に達する。皮膚への移行は内服後4-8時間後に最高に達し、その後約18時間の半減期を経て12日間以上かけて消失する。消化管から吸収されたイベルメクチンは皮脂腺から分泌され、頭部など皮脂腺の多い部位にはより高濃度に移行する。代謝のほとんどは肝臓のCYP3A4によるものであり、肝臓で代謝を受けたイベルメクチンは、ほぼすべてが糞中に排泄され尿中への排泄は投与量の1％未満である。
脳血管内皮に存在し薬剤を細胞外へ排出するトランスポーターP糖タンパク質(MDR1)の働きにより、イベルメクチンは血液脳関門をほとんど通過しない。しかし、これらのトランスポーターを阻害または誘導する薬剤との併用時、または血液脳関門が不完全な患者などでは注意が必要である。

### 安全性
医薬品には必ず副作用のリスクがあり、有益性が副作用のリスクを上回る場合のみ承認される。イベルメクチンは、適応症である「腸管糞線虫症」「疥癬」の治療に服用量が少なくてすむため（0.2mg/kgを単回または1-2週間隔で2回）、肝臓などの負担が少ない。しかし、適量投与時でも副作用が各頻度で起こりうる。発疹や、むくみ、頭痛、めまい、昏睡、意識レベルの低下、意識変容状態等の意識障害が認められた場合には、投薬を中止し直ちに医師の診察を受ける。
副作用には、消化器症状（下痢、食欲不振、便秘、腹痛、吐き気）や 皮膚症状（痒み、発疹）などがある。重大な副作用に、中毒性表皮壊死融解症（Toxic Epidermal Necrolysis: TEN）、皮膚粘膜眼症候群（Stevens-Johnson症候群）、肝機能障害（AST、ALT、総ビリルビン値、γ-GTP上昇）、血小板減少、意識障害（いずれも頻度不明）がある。また重要な基本的注意として意識障害があらわれることがあるので、自動車の運転等、危険を伴う機械の操作に従事する際には注意をする。
高齢者（65歳以上）、小児（体重15㎏未満）の安全性は確立されていない。妊婦には動物実験で催奇性（胎児に障害が生じる）が報告されている。また母乳中に移行することが報告されているため、内服後は2週間ほど授乳は中止する。
脂溶性であり、脂肪の多い食事を摂取した直後に内服すると血中濃度が空腹時投与の約2.6倍に上がり、その場合の安全性は確かめられていない。添付文書どおり空腹時に水で内服することが望ましい。
抑制系神経伝達物質であるγ-アミノ酪酸（GABA）の作用を増強する可能性があり、バルビツール酸系やベンゾジアゼピン系、バルプロ酸ナトリウムなど神経活動を抑制する薬剤との併用は、その作用が増強する可能性がある。
標準用量における重篤な有害事象は、血液中のロア糸状虫の負荷が非常に大きい人に多くみられる。 血液1ミリリットル当たり3万個以上のミクロフィラリアを有する人は、イベルメクチン投与後のミクロフィラリアの急速な死により炎症および毛細管閉塞を起こす危険性がある。
過剰摂取（オーバードース）後の神経毒性により、抑制性塩化物チャネルの増強から哺乳類のほとんどにおいて中枢神経系抑制、運動失調、昏睡、さらには死亡する可能性がある。過量投与時は、胃洗浄や解毒処置をすることにより吸収を阻止できる。
CYP3A4という肝臓の代謝酵素を阻害する薬物は、P糖タンパク質の輸送も阻害することが多いため、イベルメクチンをCYP3A4阻害剤と一緒に投与すると、吸収が増加し血液脳関門を通過するリスクが増加する。通過した場合、神経伝達物質であるγ-アミノ酪酸（GABA）によって活性化される他のリガンド作動性Cl-チャネルと弱いながらも相互作用すると思われる。CYP3A4阻害剤には、スタチン、HIVプロテアーゼ阻害剤、多くのカルシウム拮抗薬、リドカイン、ベンゾジアゼピン系、およびデキサメタゾンなどのグルココルチコイドがある。
投与量と毒性の範囲については、マウスにおけるLD50（半数致死量）は25mg/kg（経口）、イヌにおけるLD50は80mg/kgであり、近似のヒト等価用量LD50範囲は2.02 - 43.24mg/kgである。これはFDA承認用途（特定の寄生虫感染に使用するための0.150 - 0.200mg/kgの単回投与）を大きく上回っている。
イベルメクチンは、COVID-19での使用も研究されており、in vitro（試験管内で）でSARS-CoV-2を阻害する能力があるが、in vitroで50%の阻害を達成するには、イベルメクチン中毒とされるほど高い7.0 mg/kg （最大FDA承認用量の35倍）の推定経口用量を必要とする。COVID-19におけるイベルメクチンの安全かつ効果的な投与量を示すデータは不十分であるにもかかわらず、FDAが承認した投与量をはるかに超える量が服用されているため、CDCは吐き気、嘔吐、下痢、低血圧、意識レベルの低下、錯乱、目のかすみ、幻視、バランスの喪失、発作、昏睡、および死亡を含む過量投与症状について警告を発している。CDCは、家畜用または外用の用量を摂取しないように勧告し、イベルメクチン含有製品の誤用の増加により有害な過剰摂取の割合が増加していると警告している。
規制区分は、劇薬・処方せん医薬品である。処方せん医薬品とは、薬機法の規定により医師、歯科医師、または獣医師から処方箋の交付もしくは指示を受けた者以外の者に対して販売、授与することを禁止した医薬品である。劇薬とは、「原則として、動物に薬用量の10倍以下の長期連続投与で、機能又は組織に障害を認める」などに該当する薬が指定され、慎重な取り扱いが必要とされる。

### 耐性の問題

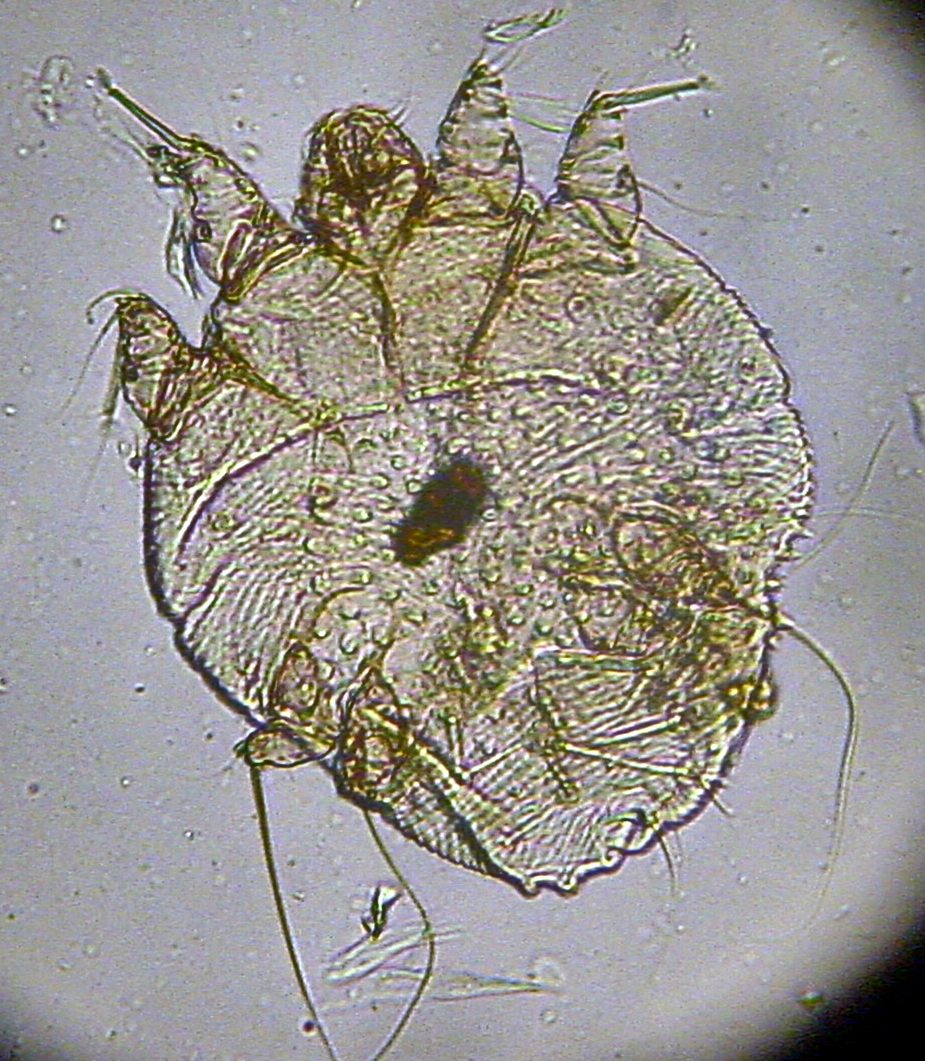
ヒゼンダニ

疥癬を引き起こすヒゼンダニは、イベルメクチンの長期使用で耐性化する可能性があり、イベルメクチンに耐性をもったヒゼンダニの存在が報告されている。現在、疥癬治療薬の種類は少なく、治療抵抗性のヒゼンダニを出現させないため、長期連用を避けることが必要とされる。
ガーナではオンコセルカ症の治療薬として年に1 - 2回の投与が行われているが、薬剤耐性寄生虫の存在が示唆され、撲滅プログラムの持続可能性への懸念になっている。
2023年3月、コロナ禍に世界で疥癬の皮膚感染が増え、イベルメクチンの誤用により薬剤耐性疥癬が増加している可能性が報じられた。特にオランダでは乳児、幼児を中心に疥癬が数年前の4倍に増え、過去最高を更新している。トルコでも、この2年間で患者数が急激に増加し、多くのケースで既存の治療が有効でないことが報告されている。最近の研究では、イベルメクチンの誤用が免疫システムに影響を与えるdysbiosisに繋がる可能性が示唆されている。

## COVID-19治療薬としての研究と問題
イベルメクチンは、寄生虫薬としては効果があるものの、COVID-19の予防薬および治療薬としてのイベルメクチンの服用はリスクを伴うとして認められていない（臨床試験の登録の上での服用を除く）。以下で述べるように、2023年2月現在もイベルメクチンのCOVID-19の治療薬としての有効性が認められたケースはなく、治療薬として承認した国もない。

### 経緯
COVID-19の流行初期、既存薬を転用するドラッグリポジショニングが試され、in vitro（試験管内での）研究でSARS-CoV-2を含む複数の一本鎖プラス鎖RNAウイルスに対して抗ウィルス効果を持つことが示された。その後のin vitro研究では、サル腎臓細胞培養におけるSARS-CoV-2の複製をIC502.2 - 2.8 μMで阻害することが分かった。
しかし、この情報に基づいて、COVID-19の治療中に抗ウィルス効果を得るためには、ヒトでの使用について承認された、または安全に達成できる最大量をはるかに上回る用量が必要となる。実用的な難しさは別として、このような高用量は現在のヒトへの使用承認の対象外であり、また抗ウィルス作用のメカニズムは、宿主細胞プロセスの抑制、特にインポーチンα/β1による核輸送の阻害を介していると考えられているので、有害となる可能性がある。インポーチンα/β1を治療用量で阻害する他のいくつかの薬剤は、全身毒性と狭い治療域のために臨床試験に失敗している。
その後のヒトを対象にした研究では、COVID-19に対するイベルメクチンの有用性を確認することはできず、2021年には、有用性を示した研究の多くに科学的不正行為や欠陥があることが明らかになっている。しかし、有効性に関する誤った情報がソーシャルメディア上で広く拡散され、イベルメクチンは陰謀論者や反ワクチン主義者など一部の人々による熱狂的な支持の対象となっている。また、イベルメクチンに関する問題のある研究は、公共の政策立案や個人の意思決定をミスリードする一因となっている。

### 研究事例

#### 海外
- 2020年4月3日、オーストラリアのモナッシュ大学の研究チームは、in vitro（試験管内で）の実験でイベルメクチンがSARSコロナウイルス2（SARS-CoV-2）の増殖を、48時間後に約5000倍減少させたと報告した[18][138]。この研究で用いられたイベルメクチン濃度5μM（約9660ng/mL相当）は、寄生虫治療で用いられる200μg/kgの用量での最高血中濃度（体重60kgで50-80ng/mL）の100倍以上であり、これを達成するための投与量は致死量に相当する[18][139]。

- 2020年4月、アメリカのユタ大学などの研究チームが、サージスフィア社のデータを元に、イベルメクチンがCOVID-19の死亡率を減らすのではないかとする査読前論文をまとめたが[140][141]、5月末に撤回された[142][138]。取り下げの理由は、サージスフィア社のデータに捏造があったためである[142][143]。米データ分析会社の「サージスフィア社」が関わった新型コロナウイルスについての論文は取り下げが相次いでいた[21][142][144][145]。いくつかのラテンアメリカ政府の保健機関は、この査読前論文に一部基づいて、COVID-19治療薬としてイベルメクチンを推奨したが、これらの推奨は後に汎米保健機構によって非難された[146][147]。

- 2021年1月、リバプール大学の上級研究員であるアンドリュー・ヒルは、COVID-19に対するイベルメクチン使用のメタアナリシス（複数の研究結果を統合して解析）を発表し、それが有益である可能性を示唆した[148]。しかし2021年7月に有効性の最大の根拠としたエジプトのElgazzarらによる研究の捏造が発覚して撤回されたため[148]、この査読前論文を含んだヒルのメタアナリシスも撤回され[149][41][24]、効果なしに訂正された[150][151]。致死率を減少させたとするエジプトのElgazzarらによる研究は、約79名の参加者のデータが重複していたこと、一部の死亡者の死亡日が臨床試験開始前の日付で記録されていたこと、本文中に盗用が確認されたことなどが報告されている[150][148][152]。重症化予防の根拠としたレバノンで行われたRaadらの研究でも、複数の参加者のデータが繰り返し複製されており、多くの患者が存在しないことが確認された[150][153]。2021年10月、ガーディアンに寄稿したヒルは、証拠をもとにイベルメクチンの効果を疑問視したり、ワクチン接種を推進したことによりソーシャルメディア上で攻撃され、絞首刑になったナチスや、棺の写真が送られてきたことを語っている[154][155][156]。

- 2021年7月、コクランレビューは「現段階のエビデンス（科学的根拠）からは、COVID-19の治療まはた予防におけるイベルメクチンの有効性と安全性については不確実」とし、適切に設定された臨床試験以外の使用は支持しないと結論付けた[157][158]。
2022年6月、コクランレビューが更新され、死亡率、病気、感染期間へのイベルメクチンの影響は全くないか、あるいは非常に小さいと結論づけた[159][160]。不正な論文等を除いた最新のRCTを含む11試験、3409人の参加者を対象に解析した結果、有益ではないとする結論の確実性が前回のレビューより強まった[159][161]。

- 2022年3月、腸管糞線虫症の有病率が高い地域で、イベルメクチンがCOVID-19による死亡率に影響を与えるという仮説を支持する研究が公開された[162][163][164]。COVID-19の重症例に投与されるステロイドの免疫抑制下で、寄生虫が爆発的に増加し過剰感染症候群を起こすことがあるが、イベルメクチンが寄生虫を駆除することでその重症化等を抑えられるというものである[162][25]。論文の結論は、体内に寄生虫が存在しない場合はイベルメクチンはCOVID-19による死亡率に影響を与えることはないとしている[162][25]。

- 2021 - 2022年、これまでの小規模または質の低い試験による不確実性を解消するため、質の高い研究デザインによる複数の臨床試験が行われた[165]。その結果、I-TECH（500人、400μg/kg×5日）[166]、together（1355人、400μg/kg×3日）[167]、COVID-OUT（1431人、390-470μg/kg×3日）[168]、ACTIV6（1591人、300-400μg/kg×3日）[169]、ACTIV6（1206人、600μg/kg×6日）[170]等の全ての試験で、COVID-19に対する有効性は示されなかった[38][171][172][173]。イェール大学医学部のペリー・ウィルソン教授は、ACTIV-6の結果をCOVID-19治療におけるイベルメクチンの 「棺桶の最後の釘」 と表現した[173]。
これらの結果を受け、2022年8月にNEJM誌は「どれだけ効果がない証拠があれば十分なのか、『明らかに間違っている』薬剤の使用はもう終わりにするべきだ」とする社説を掲載した[171][174]。社説ではイベルメクチン等の効果のない薬の処方は無害な選択肢ではなく、患者は有効性が証明された治療を受けられないことに加え、治療効果のない副作用を引き起こし、本来の適応で使われる薬剤が不足する可能性があると指摘している[171][174]。

#### 日本
日本人のノーベル賞受賞者が開発に貢献した「日本発の薬」として、一部の政治家や、医療者等による前のめりな姿勢が見られた。
- 2020年8月、北里大学は日本医療研究開発機構（AMED）から公的な研究費4億円を得て医師主導の第2相臨床試験を開始した[185][186][176]。当初の計画では2021年3月末までに240人を対象にした臨床試験を終えるとしていたが、2021年6月の時点で参加した患者は半数程度にとどまり、終了予定を2021年9月末に延期した後、参加者を214人に減らして2022年3月31日に延期した[187][186][188]。2021年9月からこの治験に岡山大学病院が協力し、10月末までに5人の治験結果を北里大学に送るとしていた[189][190]。研究計画書によると、治験は無症状または軽症者を対象に行い、1日目にイベルメクチンを体重1kg当たり200μgまたは偽薬を1回だけ投与し、投与の1、7、15日目の症状を確認する[186][189]。主要評価項目は、PCR検査が陰性になるまでの日数を調査する[186][191]。この医師主導治験を含んだ「COVID-19対策北里プロジェクト[192]」は、マルホや複数の製薬企業からも約2億円の資金提供を受けて行われている[193][194]。

2022年9月30日、北里大学から「効果が確認できなかった」というプレスリリースがホームページ上で出された。これは2020年8月の治験開始から約2年、治験終了から約1年、AMEDの成果報告期限から4ヶ月、興和が試験結果を発表してから4日後の発表だった。このように否定的な結果を速やかに公表しないことは「出版バイアス」に繋がり、試験参加者への倫理的配慮や、研究のリソースを奪うこと、効果のない治療で人の健康に悪影響を及ぼす等の問題が指摘されている。また、治験は有効性の有無が分からないから行われるものであるにも関わらず、治験中に、北里大学の大村智特別栄誉教授や、COVID-19対策北里プロジェクトの花木秀明代表、八木澤守正客員教授などは、イベルメクチンがCOVID-19に有効であるとする本を出版したり、セミナー等を行い、積極的に期待値を上げる発信を行った。また、北里大学のホームページは、FLCCCというその信頼性が疑問視されている団体の研究データや服用プロトコルを翻訳して掲載し、混乱を招いている。
2023年5月22日、治験終了から19ヶ月、2022年9月30日のプレスリリースから8ヶ月後に、北里大学の治験結果が論文として発表された。治験参加者のワクチン接種者は1割未満であり、主要評価項目のPCR検査が陰性になるまでの日数は、イベルメクチン群106人、プラセボ群106人とも中央値が14日で差はなかった。
- 2021年9月16日、医薬品メーカーの興和は、軽症患者1000人を対象にした第3相臨床試験の臨床研究実施計画書（開発コード：K-237）を公開した[227]。この企業治験は、イベルメクチンの素となる放線菌の発見者である北里大学の大村智が興和に直接依頼し実現した[228][229][230]。北里大学に加えて、興和本社の地元愛知県の愛知医科大学や東京都医師会も協力する[228][229]。北里大学は米メルクによる適応拡大を見込んでいるが、米メルクはCOVID-19に対して効果があるというエビデンスは今のところなく、安全性も分からないとしている[231]。このため、興和は米メルク以外からイベルメクチンを調達し、企業治験を通じて有効性や安全性を検証する[228]。治験は2021年度内に終え承認申請したいとし、実用化後の治療薬は興和が製造を担うとしている[228]。研究計画書によると、治験は発症から5日以内の軽症者を対象に行い、イベルメクチンを体重1kg当たり300-400μgまたは偽薬を1日1回3日間投与し、投与開始から168時間までの臨床症状が改善に至るまでの時間の違いを比較する[227][232]。主要評価項目に、重症化予防効果は含まれていない[227][232]。同年11月中旬、東京都が治験の協力を開始し、都内の宿泊療養施設での1例目として患者本人の意思を確認した上で投与した[233]。同年12月1日、愛知県と名古屋市が治療の協力を発表し[234][235]、市内の宿泊療養施設で治験を始めた[236]。2022年3月、厚生労働省は興和の治療薬開発に対し約8億円の補助金支給を決定した[237][238]。このCOVID-19治療薬の開発支援事業は今回が3回目の公募であり[239]、応募は興和の1件だった[240]。2022年4月22日、厚生労働省は興和と塩野義のCOVID-19治療薬開発に対し、緊急追加支援を実施すると発表した[241][242]。興和には約53億円、塩野義には約62億円を支援する[243]。興和の第3相臨床試験の研究完了予定日は、当初の2022年3月末から9月末に延期された後、12月31日に延期された[232][244]。

2022年9月26日、興和は東京都内で記者会見を開き、第3相臨床試験でCOVID-19の治療薬としてイベルメクチンの有効性を確認できなかったと発表した。1030例の臨床試験を実施したが、プラセボ（偽薬）群と比べ、症状が改善するまでの時間に差は認められなかった。これにより興和は、イベルメクチンについてCOVID-19の治療薬としての承認申請を断念すると発表した。
すでに海外で行われた複数の質の高い臨床試験で、COVID-19におけるイベルメクチンの効果は否定されていたため、この試験結果が医学界に与えるインパクトは小さかった。しかし、興和の結果は、治験終了後に速やかに公表されため、効果がないことの多くの証拠の一つとして評価されている。一方、2021年にはCOVID-19におけるイベルメクチンの効果はほぼ否定されていたため、日本で多額の公費をかけて臨床試験を行ったことの是非について、検証されるべきという声もある。

## COVID-19治療薬としてのガイドラインと規制

### 臨床ガイドライン
いくつかの組織は、イベルメクチンはCOVID-19の治療には認可または承認されていないと述べ、研究環境下の臨床試験に限定して使用するように勧告している。
- 2021年2月、イベルメクチンの開発元である米メルク（MSD）は、イベルメクチンがCOVID-19に有効であるという科学的根拠はなく、承認された用法用量や適応症以外の使用は安全でない可能性があるとの声明を発表した[250][231][27]。
- 2021年3月、アメリカ食品医薬品局（FDA）は、「COVID-19の治療や予防にイベルメクチンを使用すべきでない理由」というページをウェブサイトで公開した[251]。
- 2021年3月、欧州医薬品庁（EMA）は、臨床試験以外でCOVID-19の予防・治療としてイベルメクチンを使用しないよう勧告した[37]。
- 2021年8月、世界保健機関（WHO）は、イベルメクチンがCOVID-19に効果があるという証拠が非常に不確実とし、臨床試験以外では症状の内容や期間にかかわらず、いかなる患者にも使用すべきではないとの声明を発表した[252][39]。
- アメリカ国立衛生研究所（NIH）のCOVID-19治療ガイドラインは、イベルメクチンをCOVID-19に「臨床試験以外で使うべき」ではないと述べていたが[253]、2023年3月の更新で「使用しないことを推奨する」に改められた[38][165]。
- 米国感染症学会（IDSA）のCOVID-19ガイドラインは、入院の有無を問わずイベルメクチンを使用しないことを推奨している[254][255]。
- 米国医師会（AMA）、米国薬剤師会（APA）、米国医療システム薬剤師会（ASHP）は、臨床試験以外で COVID-19 を予防または治療するためにイベルメクチンを注文、処方、調剤することに強く反対している[256][20][257]。
- 欧州臨床微生物感染症学会（ESCMID）は、COVID-19の治療にイベルメクチンを使用しないことを強く推奨している[258]。
- ブラジル保健規制庁、ブラジル感染症学会、ブラジル呼吸器学会は、COVID-19の予防または治療のためにイベルメクチンを使用しないように勧告した[259][260][261][136]。
- 厚生労働省は、『新型コロナウイルス感染症 診療の手引き 第6.0 - 8.0版』で「COVID-19治療薬に対する有効性や安全性が確立していないため、臨床試験に登録の上で使用されるべきである」と述べている[262][263][264]。

### COVID-19に対する適応外使用を公式に許可した国
COVID-19に対してイベルメクチンを正式に承認した国はないが、いくつかの国では有効性のエビデンスが不確実にもかかわらず、誤った情報、死亡数の増加に対する絶望感、初期のワクチン不足、すでに闇市場や動物用医薬品の不適切な剤形で薬が使用されていたこと等により、医師の管理下における適応外の使用を公式に許可していた。一時的に公式の許可を与えた国には、チェコ共和国（後に撤回）、スロバキア、フィリピン（後に撤回）、インド（後に撤回）などがある。
2020年、COVID-19に対する有効性と安全性に関する質の高いエビデンスがないにもかかわらず、ラテンアメリカの少なくとも8カ国（ボリビア、ブラジル、エルサルバドル、グアテマラ、ホンジュラス、メキシコ（後に撤回）、パナマ（後に撤回）、ペルー（後に撤回））は、査読前論文と事例証拠に基づいて、イベルメクチンの配布を決定した。根拠とされた研究は元データの捏造のため撤回されており、これらの推奨事項は後に汎米保健機構（PAHO）により非難された。これらの国は、乏しい公的資金を使用してイベルメクチンを含む「COVID-19の早期治療キット」を購入し、連邦政府や州政府の保健サービスを通じて国民に大量配布した。キットを家庭や地域社会に配布した国もあれば、陽性反応が出た人や、医師の処方箋がある人にのみ配布した国もある。メキシコの連邦政府のガイドラインは、イベルメクチンの使用に反対する汎米保健機構（PAHO）の勧告と一致していたが、メキシコシティ政府は国のガイドラインに反してCOVID-19キットを配布した。この時点で有効性が示されている介入をせずに、COVID-19キットを大規模に配布したことは、限られた医療資源の無駄遣いを意味する。メキシコシティはCOVID-19キットに143万1000ドル（約2億円）、グアテマラは10万キットに65万ドル（約9000万円）、ジャイール・ボルソナーロ大統領率いるブラジル政府は1600万ドル（約22億万円）以上を費やした。ブラジルの専門家は、COVID-19キットの安全性に関する一連の嘘や誤解を招く記述によって、国民は政府への信頼を失ったと指摘している。この信頼の欠如は、今後、他の保健介入策の受け入れに長期的な影響を与える可能性がある。BMJは、「緊急事態に際して、『何かしなければ』という衝動は理解できるが、医学的な専門知識を持たない政治家が、証明されていない治療法を促進したことは非常に問題」「十分なエビデンスがなく、社会的な圧力が大きい場合の政府の意思決定に対するアプローチについて、多くの重要な問題を提示している」と述べている。
2021年3月にペルーが8カ国の中で最初にCOVID-19キットの配布中止を公式に発表した。2021年12月には、パナマが「イベルメクチンの使用を推奨しない」と述べ、2022年初頭にはメキシコシティがこれに続いた。
2022年3月時点でラテンアメリカにおけるCOVID-19による死亡者は165万人と極めて多く、世界人口の8%の総人口で、世界の死亡者の約28％を占める。その要因には、不確かな情報の大量拡散、イベルメクチン等の有効性が証明されていない薬剤の使用により、誤った安心感を抱き、必要な感染対策をおろそかにしたことがあげられている。
2023年5月、ブラジル連邦法務省（MPF）は、リオグランデ・ド・スル州連邦裁判所がイベルメクチンの製造業者Vitamedic社と、「COVID-19キット」でイベルメクチンなど効果のない薬を推奨した医師グループに対し、集団的損害と健康被害に対して5500万レアル（約15億円）の罰金を科したと発表した。Vitamedic社の2020年のイベルメクチンによる売上高は約4億6940万レアル（約134億円）で、1550万レアル（4.4億）だった2019年の売上高と比較して約30倍に増加した。
南アフリカでは、「South Africa Has A Right To Ivermectin」と呼ばれる反ワクチングループが南アフリカ健康製品規制当局（SAHPRA）に対して訴訟を起こし、その結果、2021年1月にCOVID-19における例外的使用（コンパッショネート使用）が認められた。使用には医師らの厳重な管理と報告を条件としている。SAHPRAはイベルメクチンを治療薬として使うには「科学的根拠が乏しい」との認識を示し、フェイクニュースや誤報に対する警告を繰り返している。2022年5月、SAHPRAは「イベルメクチンのCOVID-19への治療的役割を裏付ける信頼できる証拠がないこと」を理由に、COVID-19への例外的使用を終了した。
その他の国でも、個人的な自費診療で適応外処方が可能だが、2021年9月、オーストラリア医療製品管理局（TGA）は、一般開業医のイベルメクチンの処方を、TGAが承認した適応症である疥癬とオンコセルカ症、腸糸状虫にのみに制限した。その理由は「COVID-19ワクチン接種ではなく、イベルメクチンを服用することは、公衆衛生上の重大なリスクがある。イベルメクチンを服用することでCOVID-19から守られると考える人は、検査を受けない、あるいは症状が出ても医療機関を受診しない可能性があり、地域全体に感染が広がる恐れがある」「ソーシャルメディアで推奨されているイベルメクチンの用量は、適応症で承認された安全な範囲を超えており、深刻な副作用を引き起こす可能性がある」「ここ数カ月で未承認の用途による処方箋の調剤が3 - 4倍に増加し、本来の用途で薬が必要な患者に不足が発生している」の3つである。2023年6月、TGAは「現在のオーストラリアは、COVID-19に対するワクチン接種率とハイブリッド免疫率が高いことから、一部の人によるイベルメクチン使用が公衆衛生を損なう可能性は低い」「承認された用途のイベルメクチンが不足する可能性が低い」ことから、適応外処方の制限を解除した。しかしTGAは、「多くの臨床試験により、イベルメクチンはCOVID-19に有効ではないことが証明されている」「世界中の保健機関は、COVID-19に対してイベルメクチンを使用しないことを強く勧めている」として、COVID-19に対するイベルメクチンの適応外処方を推奨していないことを強調している。

### COVID-19への使用における安全性
イベルメクチンは寄生虫薬として、数十年にわたり比較的安全に使われてきたが、病態が異なるCOVID-19への使用が安全であるかは分かっていない。COVID-19に対する安全性や有効性は確認されておらず、用量・用法も定まっていないため、適応外で処方する医師は、薬の潜在的なリスクと有効性の証拠がないことについて患者からインフォームドコンセントを得ることが求められる。臨床試験や適応外処方では寄生虫薬として承認された用量よりも多く使用される事が多いため、神経系の障害、視覚異常、精神障害などの有害事象も出現している。Campilloらの報告では、イベルメクチンを投与されたCOVID-19患者1777例のうち、重篤な有害事象は53例が報告され（このうち過量投与は4例のみ）、最も多かったのは神経症状だった。FDAに報告された15施設におけるCOVID-19患者へのイベルメクチンの治療・予防目的使用による有害事象報告では、40例の報告（うち動物用は18例）があり、33例が救急受診し、19例が入院、軽症は15例、重症は25例で、最も多かったのは神経毒性だった。アメリカで行われた130万例のコホート研究では、COVID-19患者へのイベルメクチン投与は、外来患者（7.7%vs2.2%）および入院患者（15.6%vs7.2%）いずれにおいても非投与例に比して死亡リスクが有意に高かった。イベルメクチンを適応外使用をした場合や個人輸入で服用した場合、重篤な副作用を起こしても医薬品副作用被害救済制度は適用されない。
イベルメクチンは、in vitro（試験管内で）でSARS-CoV-2を阻害する能力があるが、in vitroで50％の阻害を達成するには推定7.0 mg/kgの経口投与が必要である。これは疥癬の治療等で安全性が確認されている量（1kg当たり0.2mgを単回投与）の35倍であり、イベルメクチン中毒とされるほど高い。なお、イベルメクチンのLD50（半数致死量）はマウス25mg/kg（経口）、イヌ80mg/kgであり、ヒト等価用量LD50範囲2.02 - 43.24mg/kgに相当する。

#### 動物用医薬品のヒトへの使用
|         | アメリカ食品医薬品局（FDA） | Xの短文投稿より |
| @US_FDA |                             |                 |

             You are not a horse. You are not a cow. Seriously, y'all. Stop it.（あなたは馬でもなければ、牛でもありません。マジで。やめてください）
         

        21 Aug 2021

アメリカでは家畜用のイベルメクチンを服用し、過剰摂取により入院する人や、救急や外来で治療を受ける人、米国中毒相談センター（AAPCC）への電話相談が増加している。2021年3月、アメリカ食品医薬品局（FDA）は家畜用のイベルメクチンについて「痙攣や昏睡など深刻な被害を引き起こす可能性があるだけでなく、死に至ることもある」と注意を呼びかけたほか、同年8月ツイッターに「あなたは馬でもなければ、牛でもありません。マジで。やめてください」と投稿した。アメリカ疾病予防管理センター（CDC）は、家畜を対象とした用量または外用薬の摂取を禁止し、吐き気、嘔吐、下痢、低血圧、意識レベルの低下、混乱、目のかすみ、幻覚、バランスの喪失、発作、昏睡、死亡などの過剰摂取症状に関する警告を発した。

## 誤った情報と混乱

### コロナ禍における誤情報の拡散と混乱
イベルメクチンの有効性に関する誤った情報は、ソーシャルメディア上で広く拡散され、捏造が認められ撤回された論文や、標準的でない方法を用いた誤解を招くメタ分析サイト 、「政府や科学者がイベルメクチンが有効である証拠を隠蔽している」といった陰謀論により助長された。

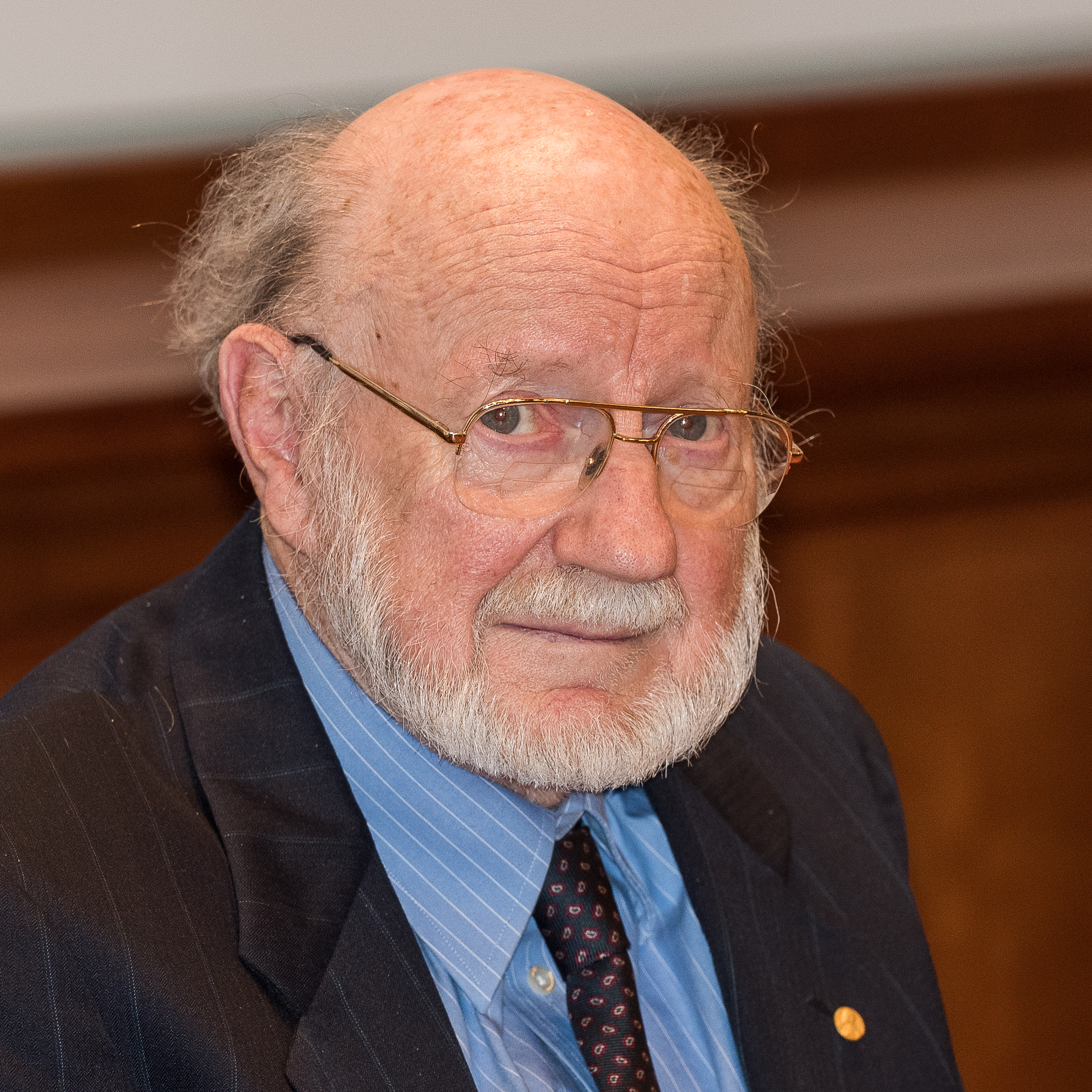
ウィリアム・キャンベルが、COVID-19の治療薬としてイベルメクチンを支持しているという偽ツイートが出回った

- イベルメクチンの開発者であるウィリアム・キャンベルが、COVID-19治療薬としてイベルメクチンを支持しているという捏造された引用文がTwitterで拡散された[311][312]。キャンベルは、「ソーシャルメディア上の私のものとされる発言を完全に軽蔑し、否定する」と述べ、ウイルス学は専門分野ではないので、そのような方法でコメントすることは決してないと付け加えた[311][312]。

- ノーベル賞を共同受賞した大村智は、「新型コロナウイルスは人工的につくられたウイルス[313]」「イベルメクチンは新型コロナの特効薬[178]」「安価なイベルメクチンの効果を認めると、新薬を開発する製薬会社の利益を損なうので政府や国際機関は承認しない[230][314][315]」とコメントをした[209][316]。2021年7月、大村は反ワクチン団体（World Council For Health）の開催する国際オンライン会議「世界イベルメクチン・デー」に出演した[317][318][319]。このイベントには、イベルメクチンを賞賛し誤報を広めたとして非難されている団体FLCCCの医師や、英国のイベルメクチン推進団体（BIRD）など関連する国際グループが参加している[136][212]。2021年12月、大村が編集した書籍『イベルメクチン : 新型コロナ治療の救世主になり得るのか』が出版され、全国学校図書館協議会選定図書に選ばれた[208]。

- 2021年8月13日、尾崎治夫東京都医師会会長は、記者会見でイベルメクチンの有効性を示唆し、「使用許可を認めてもいい段階だと思う」と述べた[320]。この会見で尾崎がイベルメクチンに効果があるとした根拠は「寄生虫疾患（オンコセルカ症）に対してイベルメクチンが定期的に予防投与されているアフリカ諸国では感染者や死亡者が少ない」とするものであった[321][322][247]。しかし住民への定期的な投与は年に1 - 2回であり、COVID-19の混乱で2020年から一時中断されていた[323][322]。なお、実際のアフリカ47カ国の感染者数は報告数の71倍と推定されている[324]。

この会見の後に日本の感染者が減少したため、「日本はイベルメクチンの使用でコロナを一掃した」というデマが広がった。大手メディアはファクトチェックに追われ、「日本ではイベルメクチンをCOVID-19治療に使用することは承認されていない。イベルメクチンを推奨した医師は東京都医師会の会長であったが、医師会は政府機関ではないためその権限はない」とする記事を掲載した。
- 「インドのウッタル・プラデーシュ州で2021年春からの感染流行期に、イベルメクチンの緊急使用が認められ、感染者や死者が減った」とする説が拡散された[327][328]。しかし、ウッタル・プラデーシュ州では2020年8月からイベルメクチンを使用しているのに2021年春の流行を防げていなく、また人口の多い地域では数ヶ月にわたり死亡者数が全くカウントされなくなっていた[274][327][328]。州のCOVID-19死亡者は43倍過小報告されており、自宅隔離での死者数もカウントされていない[329][330][331]。2021年9月、インドのガイドラインからイベルメクチンは削除された[332][274]。

- 「ペルーは、イベルメクチンの使用によりCOVID-19の流行が収まった」とする説が拡散された[333][284]。しかしペルーがイベルメクチンをCOVID-19の薬として承認したのは2020年春であり、2020年6月にはCOVID-19による死亡率が世界で最も高くなっていた[284]。また、イベルメクチン投与者の方が死亡率が1.44 - 1.68倍高かったが[334][335]、これは誤った安心感により感染対策が不十分になったことが要因とされている[284][137]。

- ブラジルのイタジャイ市は、パンデミック初期の2020年7 - 12月に市全域でイベルメクチンを配布したが、その結果、死亡や入院が半減したとする観察研究の論文が、オープンアクセスのCureusに掲載された[336][337][338]。しかし、この研究では投与群と非投与群のうち何人が配布時にすでにイベルメクチンを服用していたかは不明であり、また服薬状況をモニターしていないため、実際に誰が服用していたのかも不明である[36][40]。2020年、イタジャイ市のCOVID-19死亡率はサンタカタリーナ州の主要都市で最も高く、その事もこの観察研究に疑問を投げかけている[36][339]。また、著者のうち2人がイベルメクチンの製薬会社Vitamedicから金銭を受け取っていたことや、ピエール・コリーら著者のほとんどがイベルメクチン推進団体である「FLCCC」や「World Council For Health」等の構成員として報酬を得ていた利益相反（COI）も指摘されている[340][40][341]。FLCCCメンバーで著者のFlavio A. Cadegianiは、200人以上の死者を出した別の臨床研究で、「人道に対する罪」を犯したことで調査、告訴されている[36][342][343][344]。

- 「イベルメクチンが承認されないのは、ワクチンや新薬を売りたい製薬会社の陰謀である」とする説が拡散された[230][43]。しかし、イベルメクチンより安価なデキサメタゾンは、早くに臨床試験で有効性を示し、世界中で使われている[30][345][295]。

- 2022年1月31日、興和は、北里大学との共同研究（非臨床試験）にて、イベルメクチンの「オミクロン株」への抗ウイルス効果を確認したというプレスリリースを出した[346]。非臨床試験は、試験管の実験か動物実験か詳細は明らかではなく[346]、「第3相臨床試験で使用している治験薬『イベルメクチン』につきまして…」との誤解を招く文章から、ロイター通信は「第3相臨床試験に成功」と誤報し、数時間後に訂正した[347][348][349][350]。しかし訂正後も、誤報はソーシャルメディア上で拡散された[351][352][353][354]。なお、興和は2022年9月26日のプレスリリースで、第Ⅲ相臨床試験においても統計的有意差が認められなかったと発表している[355]。

- 2022年6月13日、河村たかし名古屋市長は、記者会見で「イベルメクチンがコロナ治療薬として一番効いたと米国救急医学会が発表した」「基礎疾患があるとワクチンでかえって重症化する」等の発言をし、ファクトチェックで「全くのデタラメ」と指摘された[23][356]。米国救急医学会（ACEP）は、イベルメクチンの適応外使用は「有害または死亡につながる」と警告し、厚生労働省などの公的機関は、基礎疾患がある人のワクチン接種を強く推奨している[357][358]。指摘を受け、名古屋市はイベルメクチンの有効性に言及したのは「FLCCC」であったと訂正した[356]。また河村は、その後の記者会見でも、イベルメクチンの推奨を続けている[359]。

- 医師の長尾和宏は、「何百人診て一人も死なせていない」という経験に基づき、イベルメクチンをCOVID-19の「特効薬」として[360][361]、また「ギランバレー症候群様にも効いた」「万能薬」として扱い、日本におけるイベルメクチンの熱狂の一因になった[362][363][364][365][366][216]。2022年、長尾は北里大学大村智研究所の研究員になった[367]。2022年11月18日、長尾は参議院の厚生労働委委員会[368]に改正感染症法の参考人として招かれ、「イベルメクチンを300人位に使った」「コロナ後遺症、ワクチン後遺症には、イベルメクチンが6 - 7割に効く」などと発言した[369][370]。

- 2021年6月、立憲民主党は、COVID‑19の治療薬としてイベルメクチンなど既存薬の緊急使用を求める法案を衆議院に提出した[371][372][373]。また、立憲民主党以外の議員でも、日本維新の会の音喜多駿[374]、梅村聡[375]などもイベルメクチンの緊急使用などを求めていた。長尾和宏医師が、参議院厚生労働委員会に招かれた時の委員長は、自民党の山田宏であり、自身のYouTube動画で「イベルメクチンを配布すべき」と主張していた[368][376][377]。れいわ新選組も、2021年のマニフェストでイベルメクチンの使用を求めていた[378]。
- 2021年8月、ぎょう虫駆除薬「パモキサン錠」について、「イベルメクチンと同じ成分でありコロナウイルスに効く」というデマ情報が広がり、製造発売元である佐藤製薬は、効能・効果以外の有効性及び安全性は認められていないとし、適用外の販売や使用をしないよう呼びかけた[379][380]。
- 医師で日本維新の会所属の田淵正文は、イベルメクチンをCOVID-19の特効薬・予防薬と確信し、自らが考案したイベルメクチンを含む配合剤を自由診療で処方していた[381][178]。しかし2021年10月の選挙期間中に、事務所内で田淵を含む13-14名のCOVID-19クラスターが発生し、2名が亡くなった[382][383][384]。

- 2022年7月8日に安倍元総理が暗殺されたのは「WEF（世界経済フォーラム）の命令に従わず、ワクチンを義務化せず、160万回分のワクチンを返品し、国民にイベルメクチンを配布したからだ」というデマが拡散された[385][386][387]。ロイターなどメディアはファクトチェックを行い、「安倍元首相は2020年9月に退陣したため、ワクチン接種にはほとんど関与していない。日本はワクチン接種を義務づけていないが、2021年6月頃からの積極的なワクチン接種キャンペーンにより、人口の80％以上がワクチンを接種している。2021年8月にモデルナ社のワクチン163万本の使用を停止したのは一部のバイアルに汚染物質が混入したとの報告を受けための予防措置である。イベルメクチンは、日本政府や厚生労働省からCOVID治療薬として承認されたことはない」と否定をした[385][386][387][388]。

#### 米国における事例

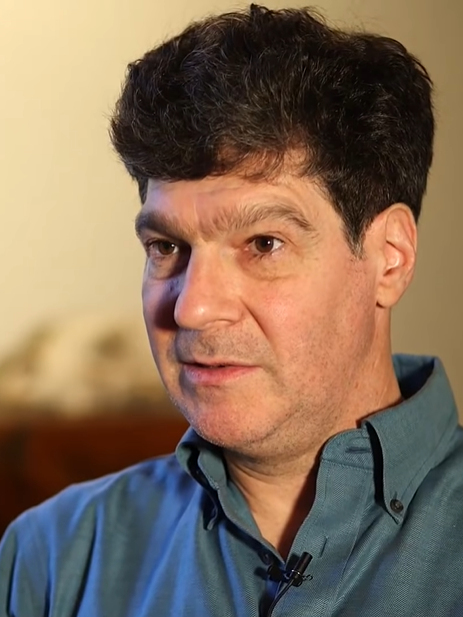
ブレット・ワインスタインは、イベルメクチンを服用しながらYouTubeのライブ配信を行った

- 米国では、2020年に処方データの分析により、共和党の投票地域ではイベルメクチンとヒドロキシクロロキンの処方が顕著に急増し、政治的所属の影響が示唆された[389][25]。
- 2020年12月1日から2022年4月4日までに、FOXニュースはイベルメクチンについて300回近く言及し、COVID-19の治療薬としてこの薬を執拗に宣伝した[390]。人気ホストのローラ・イングラハムやショーン・ハニティー、タッカー・カールソンらは、イベルメクチンの有効性を強調する一方で、ワクチン接種は効果がないか安全ではないと中傷した[390]。2021年7月9日、ブレット・ワインスタインがタッカー・カールソン・トゥデイに出演し、「ワクチンと医療に懸念を表明したために検閲された」と主張したことから、イベルメクチンと陰謀論との関連性が増幅された[391][139]。また、ワインスタインは、YouTubeのライブ配信中にイベルメクチンを服用し、自分と妻はCOVID-19ワクチンに懸念があるため接種していないと述べている[392][393]。

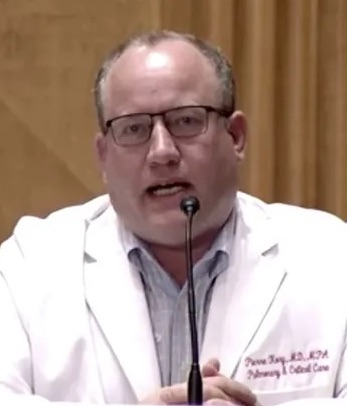
2020年12月の公聴会、FLCCCのピエール・コリーはイベルメクチンがCOVID-19に対して 「奇跡的な効果」 を持つ 「驚異の薬」 であると誤って主張した

- 2020年12月8日、共和党の議員ロン・ジョンソンは、米国上院国土安全保障委員会の委員長の立場を利用して公聴会に証人を招いた[394]。証人はイベルメクチンを含むCOVID-19に関する境界科学や証明されていない治療法を宣伝し、ワクチンやマスクについての懐疑論を主張した[394][395]。証人の中にはFLCCCのピエール・コリーもおり、イベルメクチンがCOVID-19に対して 「奇跡的な効果」を持つ「驚異の薬」であるという誤った主張をした[309][396]。公聴会の動画は拡散され、後にYouTubeは「不適切なコンテンツ[397]」としてこの動画を削除したが、2020年12月11日の時点で100万回以上再生されていた[398][399]。

- 米国では、COVID-19に対するイベルメクチンの使用は、「イベルメクチンを主流にするための世界的な運動」を推進する「Front Line COVID-19 Critical Care Alliance（FLCCC）」というピエール・コリー率いる小規模な組織によって支持されている[310]。 この活動はソーシャルメディアで流行し、COVID否定派、反ワクチン派、陰謀論者によって取り入れられた[398][310]。FLCCCメンバーによるイベルメクチンの有効性に関する総説は、Frontiers in Pharmacology誌に暫定的に受理されていたが、その後、「統計的有意性が不十分な研究に基づく裏付けのない主張」であり「COVID-19の治療おけるイベルメクチンの評価に対して、客観的（またはバランスのとれた）科学的貢献をしていない」として削除された[400]。2021年11月、Journal of Intensive Care Medicine誌は、コリーらが執筆した論文を撤回した[401][402]。この論文は、FLCCCのプロトコルでCOVID-19の治療を受けた人々の死亡率の数字を誤って報じ、有効に見せていることが判明した[403][404]。2022年2月、American Journal of Therapeutics誌は、コリーが筆頭著者であった2021年のシステマティックレビューに対して懸念の表明を行い、論文が依存していた基礎データについて疑惑があると述べた[405][406]。このレビューは、捏造で撤回された研究を含む以外にも多数の欠陥があることを指摘されている[21][407]。デイヴィッド・ゴルスキーは、イベルメクチンがCOVID-19の「奇跡の治療薬」であるという物語は、「大手製薬企業が自らの利益のために薬の有効性に関するニュースを抑圧している」と考える、ヒドロキシクロロキンに関する同様の陰謀論の「転化」版であるとする[408][409][410]。サイエンスコミュニケーション誌の編集長は、FLCCCのメッセージはワクチン接種を思いとどまらせ、それによってパンデミックを長引かせていると述べている[411]。2022年2月に、コリーは「COVID専門オンライン医療診療所」を設立し、主にCOVID-19後遺症やワクチン後遺症の治療のために相談料1650ドル（約22万5,000円）でイベルメクチンや高濃度ビタミンCを処方している[412][43]。2023年、FLCCCは、COVID-19に対するイベルメクチンの有効性が大規模治験で示されず、処方数が激減したため、イベルメクチンはインフルエンザやRSウイルスに有効だと根拠なく主張し、CDCは警告を発している[413]。

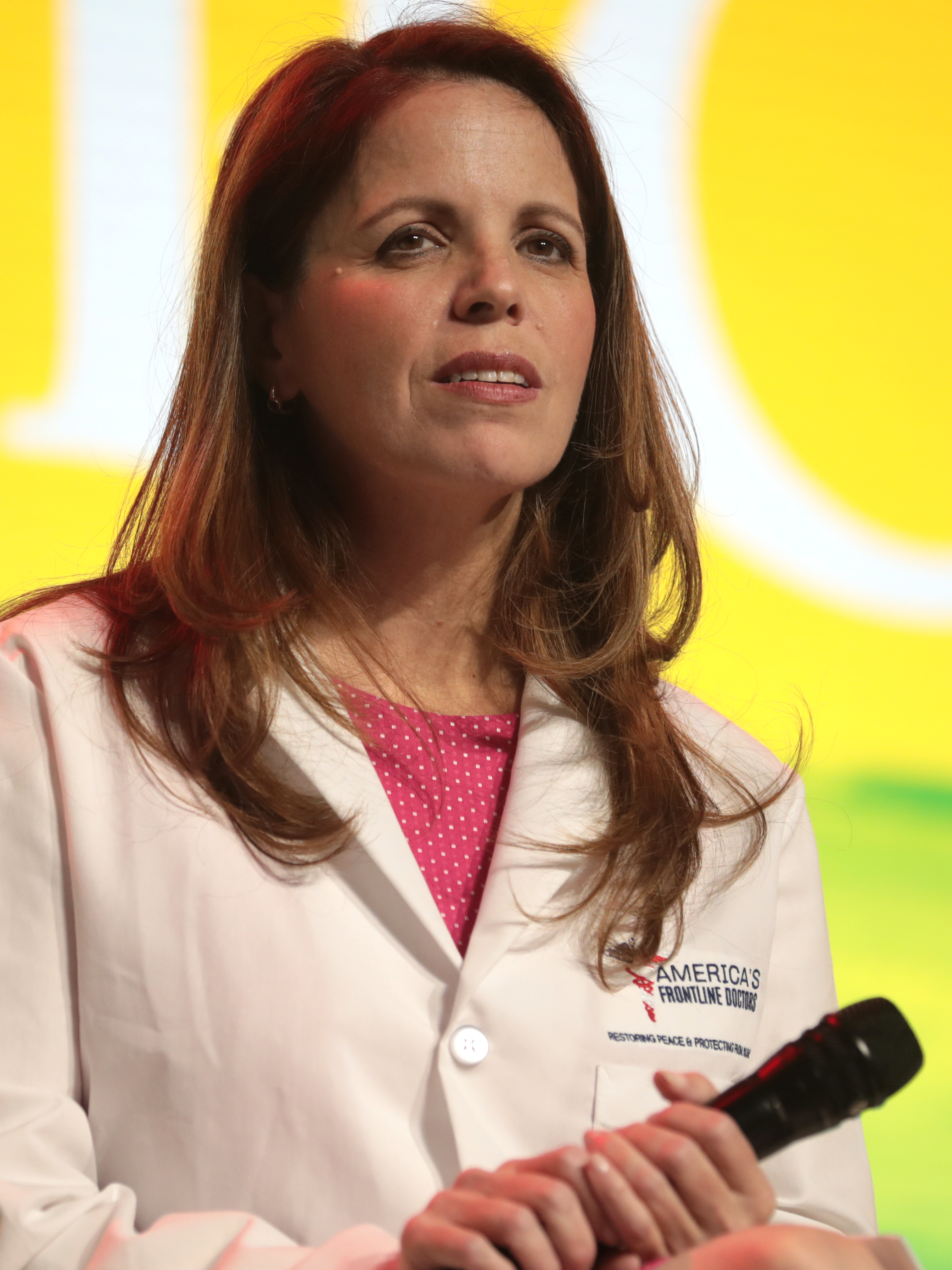
ターニングポイントUSAの「2020 Student Action Summit」で講演する、AFLDSの創設者でリーダーのシモン・ゴールド

- 非営利団体「アメリカズ・フロントライン・ドクターズ」（AFLDS）は、ヒドロキシクロロキンとイベルメクチンなど、疑似科学的なCOVID-19治療法を推進し、反ワクチン・マスク感情を助長し、寄付金や高額の診察料を稼いでいる[414][415]。AFLDSは、2020年にアメリカの保守派政治組織ティーパーティー・パトリオッツ[416][417][418]の資金提供を受けて設立された[414][415]。AFLDS2020年7月、ティーパーティー・パトリオッツが、AFLDSを紹介した記者会見の動画は、ドナルド・トランプ大統領によって宣伝され、数百万回視聴された後、誤報を広めたとしてFacebook、YouTube、Twitterによって削除された[416][417][418][419][420]。2021年10月、ヒドロキシクロロキンとイベルメクチンを販売する企業の大規模なネットワークが明らかなり、ソーシャルメディアや、AFLDSのシモン・ゴールドなどの反ワクチン活動家による陰謀ビデオを通じて、主に右翼や反ワクチンのグループをターゲットにしていた[414][44]。このネットワークには72,000人の顧客がおり、2020年夏からの1年間で相談や薬代として合わせて、1,500万ドル（約20億円）を稼いでいた[414][421]。AFLDSのステラ・イマニュエル医師は、遠隔診療などで2021年にイベルメクチンを32,000件（ヒドロキシクロロキン69,000件）、2022年に16,085件（ヒドロキシクロロキン30,996件）処方しており、医療過誤を指摘されている[422]。イマニュエルは、トランプ大統領のお気に入りの医師であるが、政府はトカゲ人間のレプティリアンが支配しており、ワクチンには宇宙人のDNAが入ってると主張している[423]。2022年11月、AFLDSの共同設立者であるシモン・ゴールドは、AFLDSの資金を私的に使い込み、360万ドルの豪邸、1回10万ドルのプライベートジェット旅行、月々5万ドルの生活費等に充てていたとしてAFLDSから提訴された[424][425][426][427][428][429]。また、2022年11月にAFLDSの会長になったリチャード・マックは、2023年4月に35万ドルの寄付金を盗んだとして、AFLDSから提訴された[430]。

- アメリカではCOVID-19に対するイベルメクチンの処方が急増し、有効性の証拠がないにもかかわらず、公的・民間の医療保険が2021年に支払った額は1億2,970万ドル（約177億2000万円）であったと推定される[431][432][433][434]。
一方、日本ではイベルメクチンを処方されたCOVID-19患者は2021年11月までに0.12%であり、根拠不明な有効性がメディアで紹介されたにも関わらず、ほとんどの医師はイベルメクチンを処方しなかった[435][291]。これは、イベルメクチン投与が平時の24倍以上に増加したアメリカとは対照的だった[435][436][291]。2022年12月、アメリカではCOVID-19に対する有効性を否定する質の高い研究が報告されているにもかかわらず、処方量はパンデミック前の水準を上回っている[437][45]。また、イベルメクチンの処方を希望する人には、「政府および医療機関に対する不信感が強い」「ワクチンを接種しない」「個人の物語を『データ』として強く信頼している」という傾向があり、医師側の課題には「患者が臨床医よりもソーシャルメディアを信頼することへの不満」「信頼構築のために処方することへの葛藤」「共感的な傾聴にかなりの時間を費やしても、良好な共有意思決定に至らない」などがあった[45]。
- 自閉症やダウン症の子どもを持つ親のテレグラムグループに、動物用のイベルメクチンで治癒できるとして投与を推奨している団体がある[438][439]。専門家は危険性を警告しているが、チャンネルの運営者は子どもたちの激しい頭痛、嘔吐、発作、無気力などの副作用は、脳にいる寄生虫が死ぬ際に暴れて毒素を出すからであり、治癒に至る過程（好転反応）であると説明している[438][439]。デイヴィッド・ゴルスキーは、この治療について、有害な漂白剤浣腸（ミラクルミネラルソリューション）を使って寄生虫を除去することで自閉症を治癒させるという偽医療[440][441]との類似性を指摘している[439]。このグループは、イベルメクチンのインフルエンサーだったダニー・レモイのテレグラムグループの分派であり、2023年3月にレモイは50歳で急死している[438]。彼は動物用イベルメクチンを毎日服用し、何千人ものフォロワーに、イベルメクチンを子どもたちに与えるように伝えていた[442]。彼のチャンネルの管理者は、「心臓が2倍近く大きくなっていた」と述べている[438][442]。彼のコミュニティは現在も活発であり、フォロワーの多くが数多くの副作用を経験している[438][439]。

### 知的財産と経済
- イベルメクチンの特許が切れたため、ジェネリック医薬品メーカーは需要の急増による大幅な増収を達成した[286][443]。ブラジルの企業であるVitamedic社は、2019年に1550万レアル（4.4億）だったイベルメクチンの売上高が、2020年は30倍以上の約4億6940万レアル（約134億円）に増加した[286][443]。

### 個人輸入
- 個人輸入でイベルメクチンのジェネリック薬を買う人が現れ、政府や専門家は寄生虫薬として承認された用量を超える健康被害に注意を呼びかけている[444][29][445]。オンライン販売業者が販売する医薬品の品質や、安全性の評価はされていないため[396][207][25]、成分が足りないものや、危険な成分が含まれている可能性がある[446][249][447][27]。個人輸入で服用した場合、重篤な副作用を起こしても医薬品副作用被害救済制度は適用されない[28][187][447][27]。2021年12月と2022年3月、オーストラリア医療製品管理局（TGA）は、イベルメクチンの含有量が少ない偽造品5製品（Iversun-12、Covimectin-12、Ivilife-12、Iverheal-12、Iverjohn-12）を摘発、押収した[446][448][444]。

### 倫理的スキャンダル
- 2022年1月、メキシコシティは、政府がCOVID-19治療薬としてイベルメクチンを広く配布し、観察された結果を研究論文としてプレプリントサーバーSocArXivに発表した[449][450][451]。この研究は、イベルメクチンのCOVID-19に対する有効性が未確認なことを適切な説明と同意なしに使用した人体実験であり、非倫理的であるとの懸念から、その後SocArXivによって撤回された[452][453][454]。SocArXiv運営委員会のPhilip N. Cohenは、「論文の質が非常に低いか、意図的に虚偽で誤解を招く」とし、公衆被害を防ぐためにその削除は正当化されると述べた[449][453][455]。

- 2022年1月、アーカンソー州の刑務所でCOVID-19に感染した受刑者に同意なくイベルメクチンを投与した医師ロバート・カラスが、アメリカ自由人権協会（ACLU）に訴えられた[456][457]。カラスは受刑者に対して虚偽の説明を行い、無断で適応外の投与を行った[457][449]。受刑者は、抗寄生虫薬として承認されている用量の3.4 - 6.3倍のイベルメクチンを投与され、下痢・血便・胃けいれん・視覚異常などの副作用に苦しんだという[457][458][459]。カラスはFacebookや個人クリニックのブログで、「Front Line COVID-19 Critical Care Alliance（FLCCC）」の主張を引用していた[449][460]。この問題は、人種マイノリティに対して行われた非倫理的な人体実験「タスキギー梅毒実験」に重ねられている[461][449]。

#### ファイザーの医薬品開発
- インターネット上の陰謀論者は、ファイザーの抗COVID-19薬であるパクスロビドは、単に「再包装されたイベルメクチン」であると主張している[462]。彼らの主張は、ファイザーがイベルメクチンの真の利益を抑圧しているという物語に基づいており、薬物動態の誤解に依存している[462]。パクスロビドは、イベルメクチンとは全く関係のない2つの低分子抗ウイルス化合物（ニルマトレルビルとリトナビル）の配合薬である[463][464]。

### 余波
- COVID-19に対するイベルメクチンの研究で見つかった広範な不正行為は、科学界内に内省を促した[33][465]。欠陥のある研究への信頼が、2021年12月の時点で、パンデミック中におそらくイベルメクチンが世界中で最も使用された薬であることにつながっており、悪質な研究が科学的言説や世間の知識を歪めてしまうような医学研究の評価方法について、根本的に見直すことが必要であるとされる[35][34]。また、専門家たちはパンデミックの緊急事態に際して、素早く行動し、何かをしなければならないというプレッシャーが「研究の科学的厳密さを犠牲にし、効果のない、あるいは有害なケア」につながる可能性があると指摘し、緊急性は不適切な研究や倫理的不正行為、人権侵害の言い訳にはならないとしている[21][466][21][295]。

- またイベルメクチンが、COVID-19治療薬としてソーシャルメディアで宣伝されたことは、医学・科学界に課題を与えた[467][468]。ソーシャルメディア企業や医師・薬剤師の規制当局は、誤情報や偽情報の拡散に対抗するために、方針を策定する必要に迫られた[468][397][469]。

## 関連文献
- 曽布川英人, 加納塁, 鎌田寛「イベルメクチン中毒： MDR1に変異の無い犬ニキビダニ症の1例」『獣医臨床皮膚科』第20巻第3号、日本獣医皮膚科学会、2014年、159–160頁。doi:10.2736/jjvd.20.159。{{cite journal ja}}:  CS1メンテナンス: 複数の名前/author (カテゴリ)
- 池田孝則「新薬紹介総説 腸管糞線虫症治療薬イベルメクチン（ストロメクトール）の薬理作用 -作用メカニズムと臨床試験成績-」『日本薬理学雑誌』第122巻第6号、2003年、527–538頁。doi:10.1254/fpj.122.527。{{cite journal ja}}:  CS1メンテナンス: デフォルトと同じref (カテゴリ)
- 伊藤勝昭・伊藤茂男・尾崎博・唐木英明・小森成一・下田実（編集）（編）、2004年5月25日『新獣医薬理学』（第2版版）、近代出版社。OCLC 169912639。ISBN 4-87402-101-8、ISBN 978-4-87402-101-9。
- ルイズ・サンフォード・グッドマン [英語版]、アルフレッド・ギルマン（著）『薬理書─薬物治療の基礎と臨床〈下〉』高折修二 （訳）、廣川書店、2013年。OCLC 123048325。ISBN 4-567-49617-5、ISBN 978-4-567-49617-9。
- 吐山豊秋『新編 家畜薬理学』（改訂版版）、養賢堂、1994年2月28日。OCLC 675477594。{{cite book ja}}:  CS1メンテナンス: デフォルトと同じref (カテゴリ) ISBN 4-8425-9404-7、ISBN 978-4-8425-9404-0。
- ドナルド・C・プラム (Donald C. Plumb)（著）『プラム 動物用医薬品ハンドブック 原書第3版』佐藤宏（監訳）、山崎巖、大津紘一郎、西武、小林捷治（翻訳）、株式会社ワハ、2003年。
- 大村智編著 ; 大村智, 八木澤守正, 花木秀明, 鈇田徹, 城幸督, 向野賢治, 上野高史, 平畑光一, 馬場錬成著『イベルメクチン 新型コロナ治療の救世主となり得るのか』河出書房新社、2021年。ISBN 978-4-309-63142-4。{{cite book ja}}:  CS1メンテナンス: dateとyear (カテゴリ) CS1メンテナンス: 複数の名前/author (カテゴリ)

### 一般情報
- 『イベルメクチン』 - コトバンク
- ストロメクトール錠3mgの基本情報 日経メディカル処方薬事典
- オンコセルカ症について（ファクトシート） 厚生労働省
- ノーベル生理学・医学賞2015《受賞者・受賞理由》（英語） - ノーベル賞Webサイトより
- 『命を守る　北里研究所－伝統と未来－』(1990年) - 北里研究所創立80周年記念映画作品。同研究所開発化合物の一つであるイベルメクチンの効能例を作品後半にて提示。ヨネ・プロダクション製作。『科学映像館』より

### 新型コロナウイルス(COVID-19)との関連
- 日本語サイト
  - 効くのか?効かないのか？　イベルメクチン　コロナ治療に効果は… - NHK 2021/8/23
  - イベルメクチン、 誤った科学が生んだ新型ウイルス「特効薬」 - BBC(日本語版サイト) 2021/10/9
  - 未だ｢イベルメクチンが効く｣と考える人がいる訳 - 東洋経済新報社 2022/11/8
- 海外《外国語サイト》
  - COVID-19パンデミック時のイベルメクチン使用に関するメルク社のステートメント 米メルク（MSD）2021/2/4（英語）
  - 臨床試験以外ではイベルメクチンを COVID-19 の予防または治療に使用しないよう勧告 欧州医薬品庁（EMA）2021/3/22（英語）
  - イベルメクチンは臨床試験内のCOVID-19の治療にのみ使用するよう勧告 世界保健機関（WHO）2021/3/31（英語）
  - イベルメクチン アメリカ国立衛生研究所（NIH）2022/4/29更新（英語）
  - Q．成人の新型コロナウイルス感染症に対するイベルメクチンの効果は？ コクラン 2022/7/4（英語）
  - 効果のないCOVID-19治療薬の使用は止めるべき ニューイングランド・ジャーナル・オブ・メディシン 2022/8/18（英語）